# Тектонічний рельєф
Тектонічний рельєф (рос. тектоничексий рельеф, англ. tectonic landforms, нім. Grundform f des Reliefs, tektonische Form f des Reliefs) – форми рельєфу (складки, куполи, скидові уступи тощо), які виникли безпосередньо в результаті тектонічних деформацій земної поверхні або при домінуючій ролі тектонічного фактора над екзогенним. 
Первинно-тектонічний рельєф (рос. первично-тектонический рельеф, англ. initial tectonic relief, initial structural relief, primary tectonic relief; нім. ursprüngliches tektonisches Relief n,  primäres tektonisches Relief n) — форми рельєфу, обмежені поверхнею, яка деформована тектонічними процесами, наприклад, скидовий уступ, який виникає при землетрусі і ще не розчленований ерозією. До П.-т.р. відносять антикліналі, синкліналі та ін. тектонічні структури, вплив на які денудації ще незначний. Зустрічається рідко.